# Качківка
Ка́чківка — село в Україні, у Ямпільській міській громаді Могилів-Подільського району Вінницької області. Населення становить 1384 особи. До 2020 центр сільської ради.
Розташоване у південній частині району на річці Яланка. Межує з селами колишнього Томашпільського та Крижопільського районів. Має промовистий герб.

## Історія

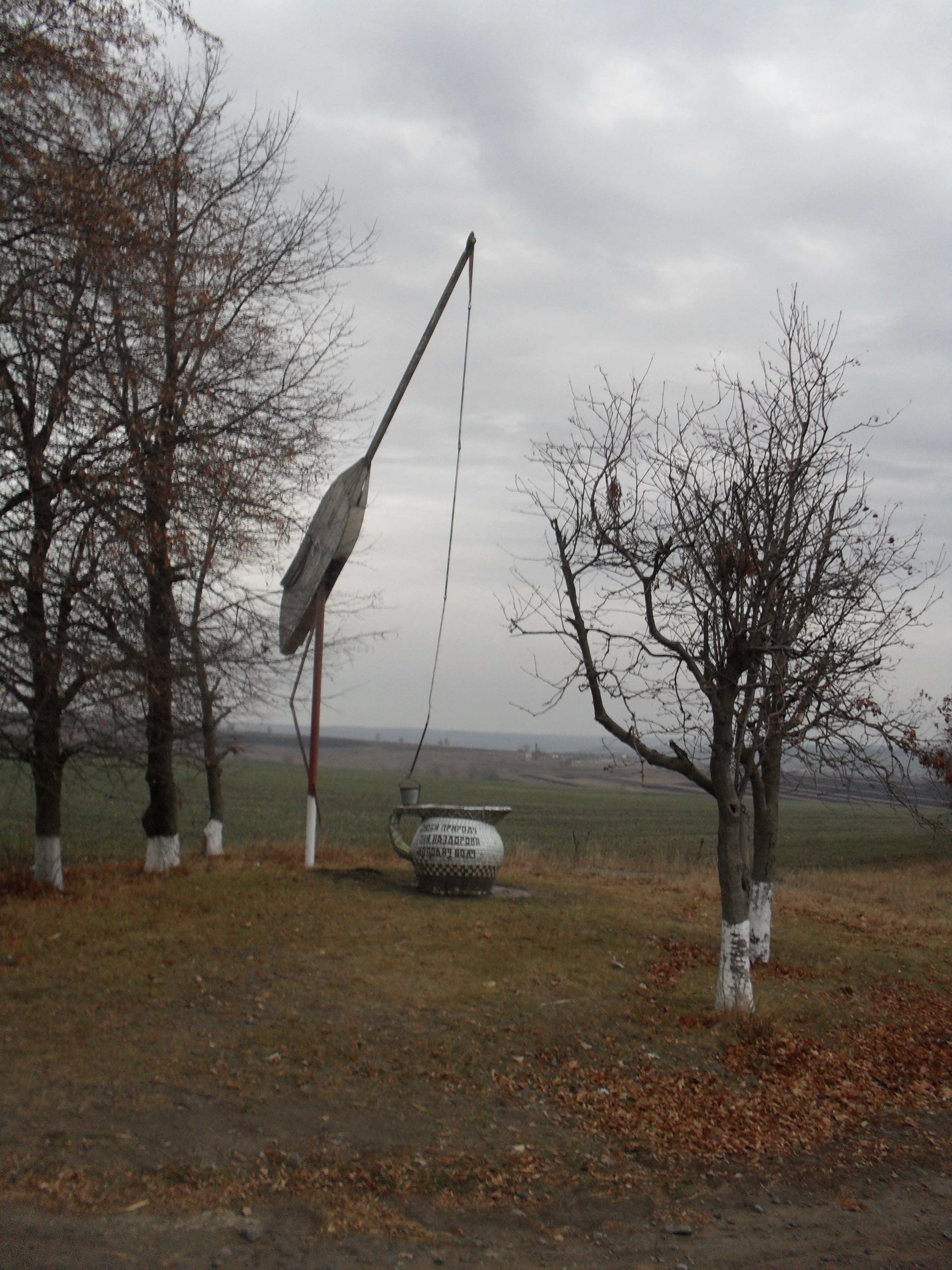
Криниця при в'їзді

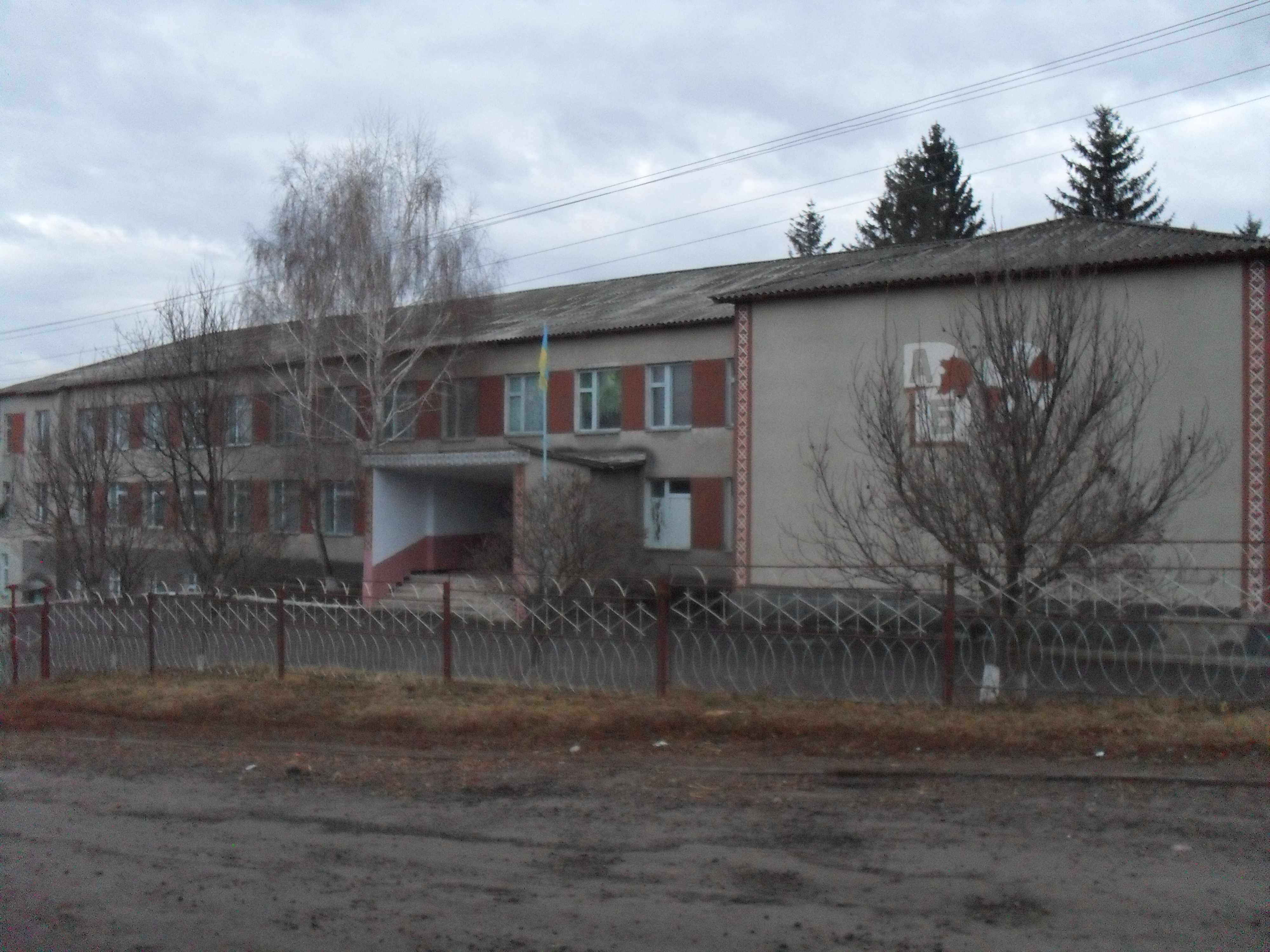
Школа

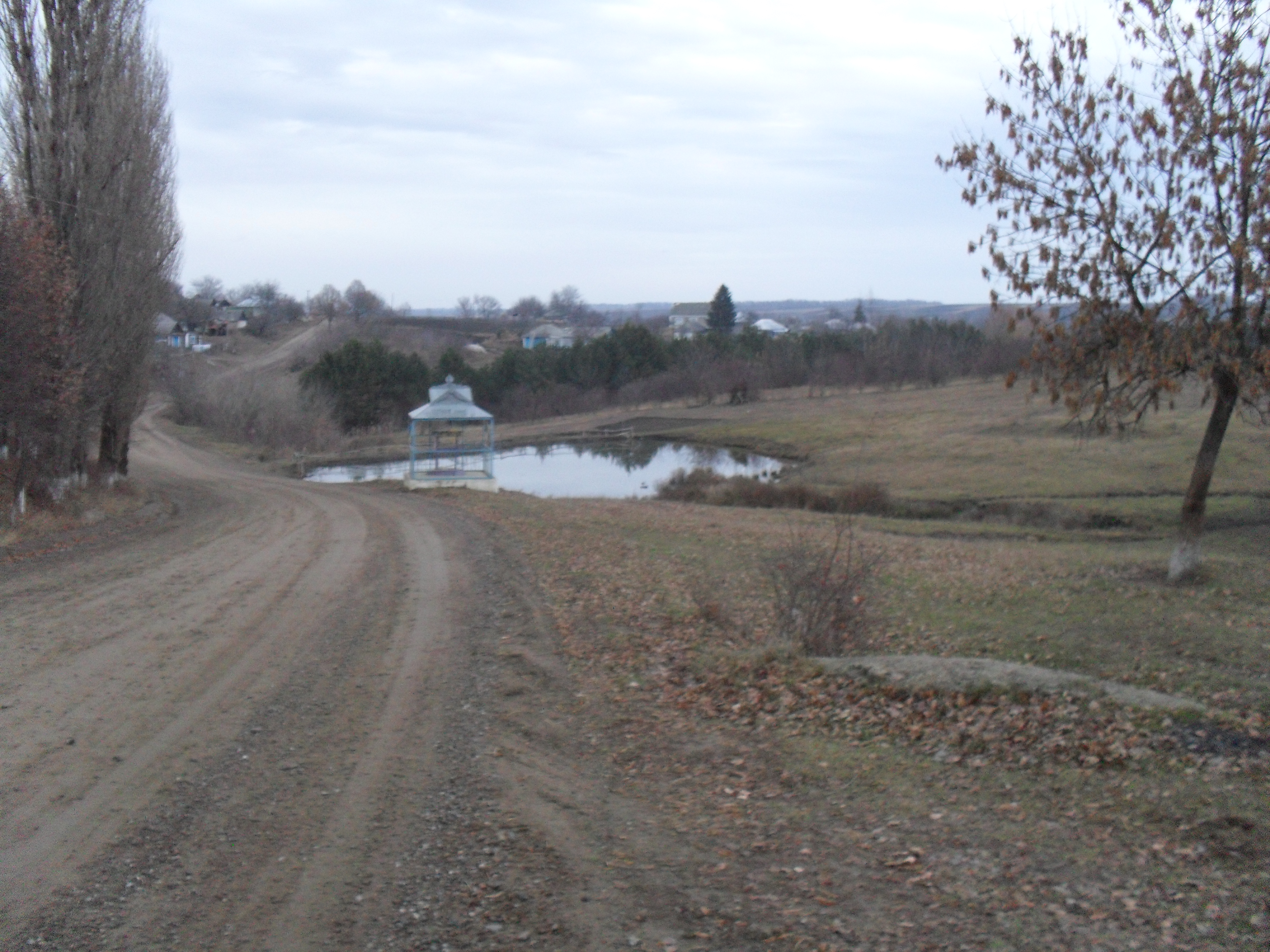

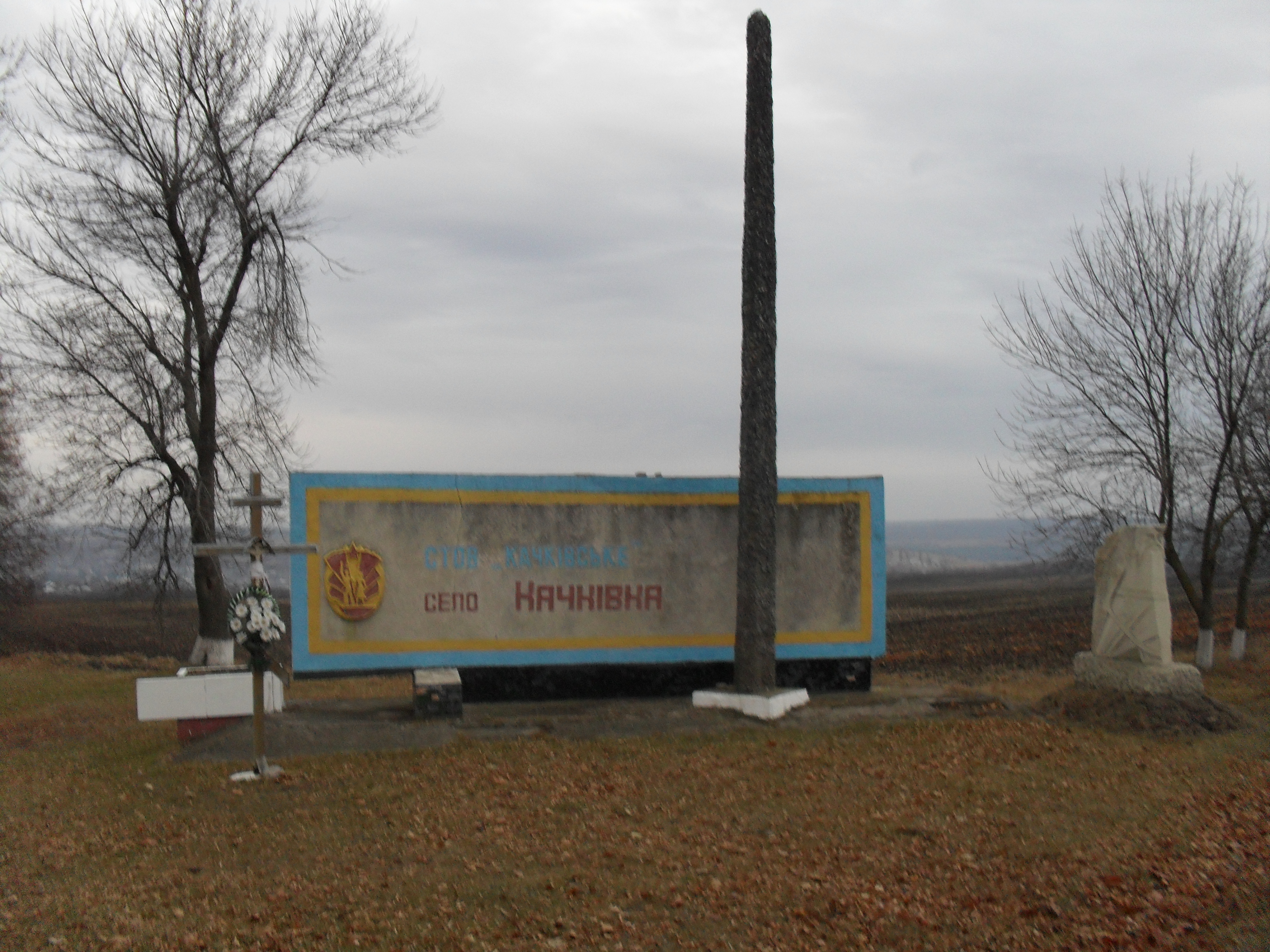

Перша офіційна згадка про нього позначення на карті Гійома де Боплана на початку XVII століття, у якій фігурує сучасна назва населеного пункту.
Село належало Конєцпольським, Любомирським, пізніше поміщикам Ржевуським, Корським, Віслуху, Гижицьким, Потоцькому, Раковським.
У травні 1861 року відбувся виступ селян проти поміщика. Цього ж року селяни Качківки, як і багато інших в царській Росії, одержали волю без землі, але все ж мали право відкупити землю у поміщика: 
| Всево удобной и неудобной земли 533 десятины 1579 сажней. …Начислено и разрешено главным выкупным учреждением выкупной ссуды 33504 рубля 16 копеек, в уплату которой в течении 49 лет, считая с первого сентября 1863 года, крестияне обязуются вносить в местное казначейство ежегодно по 2010 рублей и 25 копеек. |
7 (20) листопада 1917 року, відповідно до Третього Універсалу Української Центральної Ради, увійшло до складу Української Народної Республіки.
У джерелі кінця XIХ століття є такий опис села та його жителів: 
| Православних 1128 чоловіків та 1108 жінок. Біля 3 % населення становлять католики. Жителі — селяни-землероби; є ремісники: столярі, каменярі, кравці, шевці, ковалі… Стара церква побудована стараннями віруючих у 1715 році. На місці старої збудована у 1868 році нова кам'яна (зруйнована більшовиками в 1934-35 рр.). Школа відкрита в 1862 році. |
Навесні 1918 року мешканці села організували загін самооборони. Шостого травня біля Качківки стався бій з австрійськими військами. Наслідки каральної операції для качківчан були трагічнимиі: 
| Розгромлено та спалено селянських будинків австро-угорськими військами — хат 198 та інших будинків 263, всього 551. Забрано коней 24, попалено та забрано возів 199, забрано та попалено речей в 385 господарствах, отруєно посівів 15 га, забито відповідальних осіб 2, забито чоловіків та жінок 27, разом вчинено втрат білими по селу на 1024630 крб золотом. |
20 липня 1941 року біля Качківки стався бій між радянськими та німецькими військами: 
| Терен, де сьогодні з десятої години ранку до вечора тривав запеклий бій, сягає кінця рівнини, що простяглася аж до Качківки… Радянська частини зачепилася на краю долини в безнадійній для маневрування позиції, але захищеній від прицільного артилерійського вогню й тому зручній для оборони. Поки не потрапиш сюди, годі собі уявити масштаби м'ясорубки і шаленство борні — …мертві й сміття війни перемішалися в одну масу. Радянська частина, яка тримала тут оборону, була не велика, можливо, один батальйон. Солдати билися до останнього, жертвуючи собою, щоб прикрити відхід інших частин. Ніхто з цього загону не втік, ніхто не здався в полон, за винятком кількох тяжкопоранених. |
Під час Німецько-радянської війни загинуло 386 качківчан.
12 червня 2020 року, відповідно до Розпорядження Кабінету Міністрів України № 707-р «Про визначення адміністративних центрів та затвердження територій територіальних громад Вінницької області», увійшло до складу Ямпільської міської громади.
19 липня 2020 року, в результаті адміністративно-територіальної реформи та ліквідації Ямпільського району, село увійшло до складу новоутвореного Могилів-Подільського району.

## Населення
Згідно з переписом УРСР 1989 року чисельність наявного населення села становила 2172 особи, з яких 922 чоловіки та 1250 жінок.
За переписом населення України 2001 року в селі мешкали 1964 особи.

### Мова
Розподіл населення за рідною мовою за даними перепису 2001 року:
| Мова       | Відсоток |
| ---------- | -------- |
| українська | 98,78 %  |
| російська  | 1,01 %   |
| білоруська | 0,05 %   |
| молдовська | 0,05 %   |

## Топоніміка села
Топоніміка населеного пункту різноманітна за своєю специфікою, походженням та вживанням.
Назва села пояснюється наявністю водоймищ, де колись було багато птахів, зокрема, качок. Звідси — Качківка.

### Кутки
Широко розповсюджені у Качківці народні назви кутків. Зокрема, найпоширеніші такі (розташування з півночі на південь): Червоний Берег, Гиртопи, Горішній Міст, Смердячий Яр, Валяредина, Стоси, Валястин, Казьонний Міст. Рідше згадуються і виділяються такі кутки — Долина, Зірки, Левада, Совєтчина. Кожна з назв має своє походження. Здебільшого це похідні від назв урочищ, особливостей рельєфу, де знаходиться певна частина села. Зустрічаються і такі топоніми, як Зірки, Казьонний Міст та інші — це назви-аналогії від якоїсь споруди, що знаходиться у даній місцевості.
- Червоний Берег — куток, що є початком Качківки (відносно течії річки Яланка). Ця частина села розташована біля річки, глиняні береги якої у даному місці мають специфічний червоний колір. Цим і пояснюється походження назви.
- Гиртопи — так називають куток села, що є частиною урочища Гиртопи. Найімовірніше назва даного топоніма походить від молдавського слова, що в перекладі на українську мову означає «яр, вибоїна». Молдавське хиртоп походить очевидно від болгарського вьртоп — «воронкоподібне заглиблення, гірська ущелина».
- Горішній Міст — назва кутка пов'язана з мостом, що має таку ж назву. Горішній міст — означає верхній, той, що знаходиться найвище за течією. Дехто з жителів пов'язує його назву з прізвищем Горішний, інші — з назвою дерева горіх. Правильність останніх двох версій є малоймовірною.
- Смердячий Яр — куток, що розташований у яристій місцевості і є частиною урочища Смердячий Яр. Дехто з жителів стверджує, що раніше сюди масово привозили захоронювати трупи свійських тварин. Через неприємний запах, що йшов з яру, жителі села прозвали його Смердячим. Згодом, мешканці того куточка, намагаючись скрасити назву місця свого проживання, все частіше стали називати його Червоні маки, як своєрідний «антипод» Смердячому Яру.
- Валяредина (Воляредина) — так називають ту частину села, що розташована біля урочища Валяредина, назва якого походить від молдавських слів, що перекладаються як «квітуча долина, долина квітів».
- Стоси — невеликий куток, який знаходиться біля кар'єру, де видобувають каміння, та насаджень, що мають назву Стоси (від «стіс», «стос» — рівно складений ряд дров, цегли, каміння, взагалі велика кількість чого-небудь).
- Волястин (Валястин) — частина села, що прилягає до урочища з такою ж назвою. Волястин перекладається з молдавської як «долина овець». У Волястині були знайдені рештки давніх поселень: гончарні вироби та вироби із золота (найімовірніше поселення уличів або тиверців). Славиться дуже красивими краєвидами.
- Казьонний міст — назва кутка пов'язана з назвою моста, що знаходиться в його межах. Казенний — від слова казна (державна скарбниця, гроші). Казенний, тобто зроблений за гроші з казни, зроблений за державний рахунок. Це найвіддаленіша частина села, його кінець.

### Інші назви
- Долина (На долині) — частина села, що розташована у долині (на долині). Знаходиться біля кутка Червоний Берег.
- Зірки — так зветься невелика частина кутка Валяредина, де при в'їзді в село знаходиться специфічний знак. Тому й говорять «живе на зірках», або «живе коло зірок».
- Левада — частина села, розташована на леваді — долині над річкою.
- Куток Совєтчина примикає до Червоного Берега, наділи під забудову і городи тут почали надавати вже за Радянськоїи (совєтської) влади, звідси й походить назва кутка.

Побутують також народні назви вулиць.
- Дільниці, Дільниця — крайня, остання вулиця села. Назва походить від слова ділити (наділяти). Вулиць з такою назвою є кілька.

Накладання назв кутків на вулиці не спостерігається.
- Станція — так називають присілок, що розташований за селом. Раніше на його місці була залізнична станція, тому й усталилось вживання такої назви. Можна почути «живе на станції», «ставок біля станції» та інше.

Частовживаними є такі назви площ та перехресть: Тюльпани, Хрещатик, Базарна площа, які виникли відносно недавно і вживаються здебільшого молоддю. Хоча з часом ці топоніми стають все популярнішими.
Назва центральної площі (перехрестя) Тюльпани пов'язана з тим, що тут колись стояла металоконструкція у формі трьох тюльпанів. Назва іншого перехрестя — Хрещатик — аналогія із назвою центральної вулиці міста Києва.
Базарною площею називають ту, де колись знаходився базар (ринок). Іноді так називають і площу Тюльпани, де зараз розташований сільський ринок.
Народні назви вулиць та площ, які побутують у населеному пункті не використовуються для надання офіційних назв. У селі залишаються назви радянського типу — вулиця Леніна, вулиця Кожедуба та інші.

### Ліси та посадки
Мають свої топоніми і навколишні ліси та посадки.
- Вербецьким називають ліс, що територіально належить до села Вербка.
- Качківський ліс названий за аналогією до Вербецького.
- Насадження Сім Дубків знаходиться біля Вербецького лісу. Біля нього ростуть сім дубків.
- Стінка — початок лісу, який ніби-то є «стіною» відносно села.
- Стоси — частина насаджень, що «огортають» село з південно-західної сторони (див. куток Стоси).
- Насадження Іваськів Яр (Васьків Яр) є частиною урочища Волястин. На його території ніби-то колись був хутір якогось Василя.
- Насадження Жолоби розташоване не далеко від урочища Волястин. Жолобами називають місце, де напувають свійських тварин.
- Акаційки — насадження акацій в урочищі Волястин.
- Дубками називають лісосмугу, засаджену дубами. Знаходиться біля урочища Смердячий Яр.

### Водойми
Через усе село протікає річка Яланка, що ніби-то ділить його на дві рівновеликі частини. З урочищ та ярів, система яких досить розгалужена у даній місцевості, витікають багато струмків.
Яланка — притока річка Марківки (що є лівою притокою Дністра). У «Повідомленні української ономастичної комісії» згадуються такі назви струмків — Валяредина, Волястин, що протікають територією відповідних урочищ.
Назви урочищ, кутків та гідронімів у населеному пункті тісно пов'язані між собою. Це пояснюється територіальними, історичними та мовними особливостями.
У Качківці є такі ставки — Валяредина, Волястин. А також, Мисливський ставок, Сажавка, Ґалбани, Глібичок та Промсадок:
- Мисливський — названий на честь мисливців, котрі побудували греблю.
- Сажавка — ставок, загачений ще за часів пана Раковського біля його маєтку (зберігся лише панський погріб). За розповідями жителів села, дно ставка було встелене спеціальними плитами, біля маєтку знаходилась велика оранжерея квітів та сад. «Сажівка (сажавка)» діалектне від «сажалка».
- Сажалка — штучне водоймище, у якому розводять рибу, копанка.

Малоймовірним здається походження гідроніма від слів «саж», «сага», а також «саджати».
- Ґалбани — дана назва найімовірніше має молдавське коріння. Молдавською і румунською «ґалбен (galben)» означає «жовтий». Береги ставка жовтого кольору (мають глинисту основу).
- Глібичок — назва водоймища походить від слова «глибокий».
- Промсадок — абревіатура слів «промисловай садок». Недалеко від ставка знаходяться сільські садки.

### Хутори та поселення
Довкола Качківки є місця, де раніше були хутори або інші поселення, які виникли внаслідок Столипінської реформи. Причинами зникнення цих поселень є розкуркулення та колективізація у першій половині XX століття.
- Присілок Прокопа знаходився за лісом. Залишився тільки занедбаний садок. Назва походить від імені Прокіп.
- Присілок Гнатовського знаходився біля лісу. Назва походить від прізвища власника — Гнатовського.
- Хутори — назва поселення, що знаходилося в урочищі Глібичок.
- В урочищі Волястин, за словами жителів, був колись «хутір Василя».
- Мругів хутір знаходився колись на сучасній межі сіл Качківка і Добрянка (недалеко від присілка Станція).

### Поля та яри
Багато полів та ярів мають особові назви.
- Геройська площа — названа так в честь трудового подвигу за зібраний високий урожай цукрових буряків.
- Великі і Малі лаки. Лак — «озеро в плавнях», «низина, що не обробляється» (запозичення з молдавської або румунської мови).
- Стадниця — означає «стоянка для худоби».
- Прокопове поле — похідна назва від імені колишнього власника (дивись «Присілок Прокопа»).

Декілька полів мають спільну (однакову) назву «поле Гнатовського», «поля Гнатовського» («ідемо до Гнатовського» — мається на увазі «ідемо в ту сторону села», «ідемо на одне з полів Гнатовського»). Назва пов'язана з Присілком Гнатовського. Під час оранки на полі Гнатовського було розрито скарб Гнатовського (Великий артилерійський снаряд періоду першої світової війни, наповнений царськими червінцями).
- Поле «за канавою». Це поле знаходиться на південь від шляху Крижопіль-Ямпіль. Старожили пам'ятають, що там справді була канава. На тому полі є курган, можливо, у часи набігів кримських татар він використовувався як сторожова вежа. Тоді ланцюг сигнальних веж тягнувся від Криму аж до Польщі. В разі нападу ворогів підпалювався хмиз, щоб подати димовий сигнал про небезпеку. Канава в такому випадку могла слугувати оборонною спорудою для сторожової вежі.
- Баранецького поле;
- Добровольського поле;
- Кушніра поле;
- Бекетів яр — похідна від імені власника поля, до якого примикав цей яр (аналогічно інші яри). Знаходиться на схід від урочища Долина;
- Сандульського яр;
- Куфтів яр;

### Криниці села
У населеному пункті та навколо нього є іменні та польові криниці: Юркова, Калинова, Іцькова, Ніцова, Плєшкова, Соборна, Ганущакова, Журавель та Маріїна Фігура.
Цікавою є історія створення Ганушакової криниці, якій близько ста років. Недалеко від панського маєтку був ізвір (місце де перуть). Перучи, жінки голосно співали і розмовляли, чим заважали панові. Він звелів, щоб ізвір побудували трохи далі від маєтку. Названа криниця на честь людини, що її побудувала. Деякий час ця криниця вважалася святою і до неї ходили викликати дощ.
З криницею Маріїна Фігура (Маріїна криниця) пов'язана така історія: в одній сім'ї не було дітей і чоловікові порадили викопати криницю, бо це могло б задобрити сили природи (вода — символ життя, родючості). Жінку цього чоловіка звали Марія. Біля криниці був встановлений хрест, на якому було зображено образ Божої Матері Марії. Тому і говорять «Маріїна фігура».

## Визначні місця

Пам'ятник Федору Криворучку. Скульптор Ірина Довженко.

У самому селі та прилеглих до нього територіях є місця, які шануються усіма жителями:
- На сільському цвинтарі розташований пам'ятний знак односельчанам, розстріляних австро-угорськими військами 1918 року.
- На виїзді з села Качківка до села Писарівка знаходиться місце, де у 1918 році матроса Мруга австро-угорські солдати закопали заживо.
- Недалеко від поселення Станція стоїть пам'ятний знак, де розбився радянський літак з двома льотчиками.
- Біля центральної площі села розташований Меморіал Визволення, встановлений односельчанам, що загинули за період Німецько-радянської війни.
- Місце, де був колись старовинний цвинтар та церковна каплиця (знаходиться біля Сажавки).

## Відомі люди
- Девдера Катерина Михайлівна — українська поетеса, перекладач.
- Микола Іванович Кічмар — правозахисник, член Міжнародного конгресу з прав людини ОБСЄ від України, член Народного Руху України та Національний Герой Вірменії.
- 1913 був висвячений на священика і почав службу настоятелем парафії у Качківці згодом видний діяч УАПЦ архієпископ Миколай Карабіневич.
- Криворучко Федір Юхимович (1880—1938) — більшовицький радянський діяч.
- Мар'янович Борис Станіславович (1982—2015) — солдат Збройних сил України, учасник російсько-української війни.
- Ніколіца Денис Олегович (2000—2022) — старший лейтенант Збройних сил України, учасник російсько-української війни.